# Charles Graham
Charles Graham (Carthage, 16 febbraio 1895 – Los Angeles, 9 ottobre 1943) è stato un attore statunitense del cinema muto.

## Biografia
Debuttò nel 1912 in un ruolo da protagonista in un cortometraggio prodotto dalla Champion Film Company, A Tramp's Strategy. Nella sua carriera, girò circa una cinquantina di film quasi tutti muti. Nel 1926, lasciò per qualche tempo il cinema al quale ritornò negli anni trenta e quaranta, con piccoli ruoli in alcuni film sonori.
Charles Graham morì a Los Angeles il 9 ottobre 1943 all'età di 48 anni.

## Filmografia
- A Tramp's Strategy (1912)
- Checkers, regia di Augustus E. Thomas (1913)
- The Curious Conduct of Judge Legarde, regia di Will S. Davis (1915)
- Feathertop, regia di Henry J. Vernot (1916)
- The Auction Block, regia di Laurence Trimble (1917)
- The Master Mystery, regia di Harry Grossman e Burton L. King (1919)
- La canzone dell'anima (The Song of the Soul), regia di John W. Noble (1920)
- Il cavaliere senza testa (The Headless Horseman), regia di Edward D. Venturini (1922)
- Capricci di donna (The Untamed Lady), regia di Frank Tuttle (1926)